# Pteromalus ramulorum
Pteromalus ramulorum är en stekelart som beskrevs av Julius Theodor Christian Ratzeburg 1848. Pteromalus ramulorum ingår i släktet Pteromalus och familjen puppglanssteklar.
Artens utbredningsområde är Tyskland. Inga underarter finns listade i Catalogue of Life.